# 中土佐町立久礼中学校
中土佐町立久礼中学校（なかとさちょうりつ くれちゅうがっこう）は、高知県高岡郡中土佐町にある公立中学校。
久礼市街西方の山上に立地し、国道56号をはさんで中土佐町立久礼小学校と向かい合っている。

## 沿革
- 1957年（昭和32年） - 高岡郡久礼町が同郡上ノ加江町と合併、中土佐町が発足したことにより、中土佐町立久礼中学校と改称。

## 周辺
- 中土佐町役場
- 中土佐町立久礼小学校
- 久礼郵便局
- 中土佐町立美術館
- 久礼川
  - 長沢川
- 久礼港

## アクセス
- JR土讃線 土佐久礼駅から北へ300m